# Liste der Biografien/Vern
Liste der Biografien |
Portal Biografien |
Personensuche
# |
A |
B |
C |
D |
E |
F |
G |
H |
I |
J |
K |
L |
M |
N |
O |
P |
Q |
R |
S |
T |
U |
V |
W |
X |
Y |
Z |
?
 
Va |
Vd |
Ve |
Vh |
Vi |
Vj |
Vl |
Vn |
Vo |
Vr |
Vs |
Vt |
Vu |
Vy
 
Vea |
Veb |
Vec |
Ved |
Vee |
Veg |
Veh |
Vei |
Vej |
Vek |
Vel |
Vem |
Ven |
Veo |
Veq |
Ver |
Ves |
Vet |
Veu |
Vev |
Vex |
Vey |
Vez
 
Vera |
Verb |
Verc |
Verd |
Vere |
Verf |
Verg |
Verh |
Veri |
Verj |
Verk |
Verl |
Verm |
Vern |
Vero |
Verp |
Verq |
Verr |
Vers |
Vert |
Veru |
Verv |
Verw |
Very |
Verz
Die Liste der Biografien führt alle Personen auf, die in der deutschsprachigen Wikipedia einen Artikel haben. Dieses ist eine Teilliste mit 143 Einträgen von Personen, deren Namen mit den Buchstaben „Vern“ beginnt.

## Vern

### Verna
- Verna, Gianni (* 1942), italienischer Graveur und Xylograph
- Verna, Jacques (1922–2011), französischer Radrennfahrer
- Vernac, Denise (1916–1984), französische Filmschauspielerin
- Vernace, Michael (* 1986), italo-kanadischer Eishockeyspieler
- Vernaleken, Theodor (1812–1907), deutscher Germanist
- Vernam, Gilbert (1890–1960), US-amerikanischer Techniker
- Vernant, Jean-Pierre (1914–2007), französischer Historiker und Anthropologe
- Vernati, Sirio (1907–1993), Schweizer Fussballspieler
- Vernau, Katrin (* 1973), deutsche Wirtschaftswissenschaftlerin, Kanzlerin der Universität HamburgKatrin Vernau (* 1973)

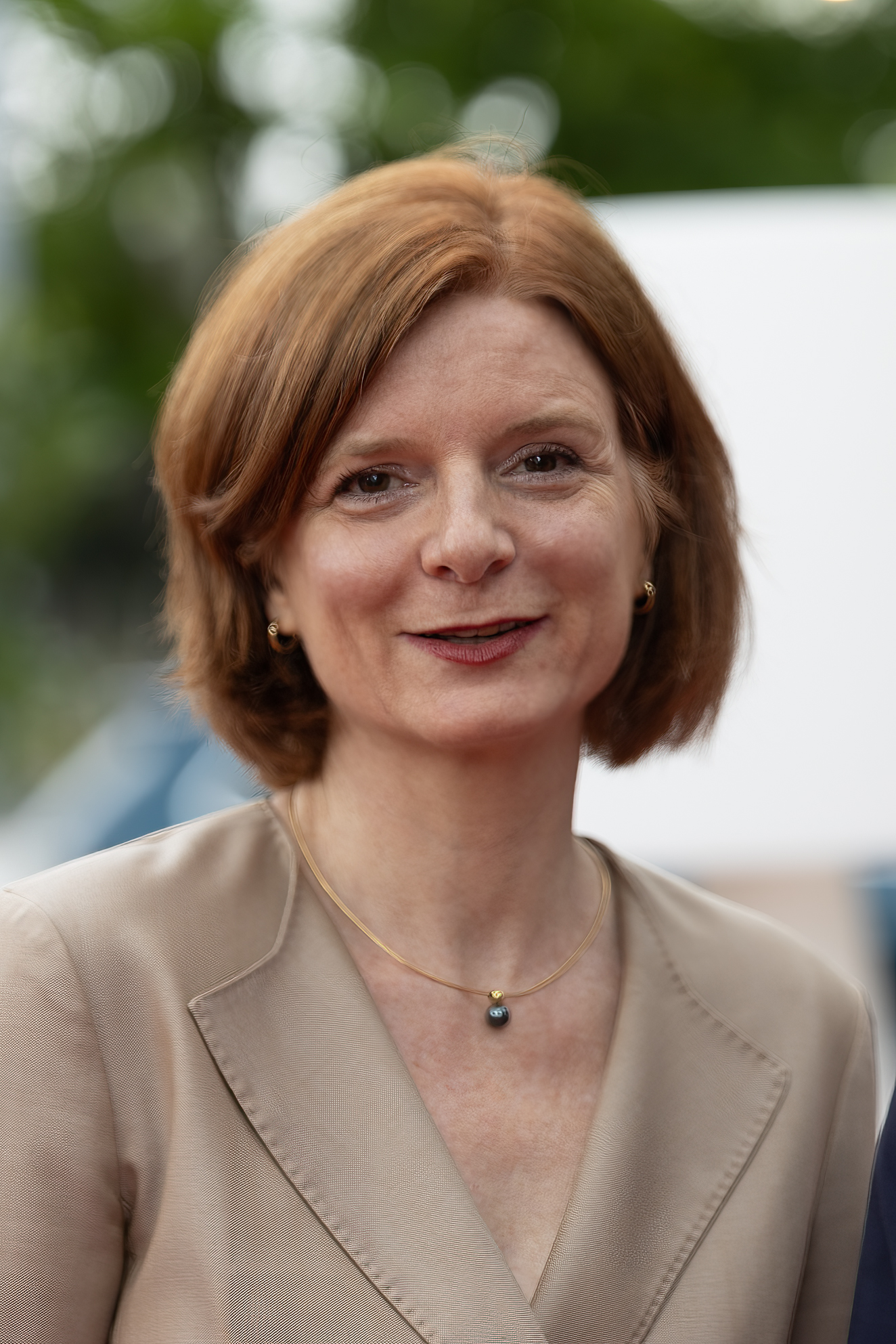
Katrin Vernau (* 1973)

- Vernay, Claire (* 1943), deutsche Schriftstellerin
- Vernay, Jean Karl (* 1987), französischer Autorennfahrer
- Vernay, Manon (* 1989), australische Handballspielerin
- Vernay, Patrick (* 1973), französischer Triathlet und bisher sechsmaliger Ironman-Sieger
- Vernay, Robert (1907–1979), französischer Filmregisseur, Produktionsleiter und Drehbuchautor
- Vernazza, Pietro (* 1956), Schweizer Mediziner, Infektiologe und HIV-Forscher
- Vernazza, Santiago (1928–2017), argentinischer Fußballspieler

### Vernd
- Verndal, Line (* 1972), norwegische Schauspielerin

### Verne
- Verne, Adela (1877–1952), englische Komponistin, Pianistin und Musikpädagogin
- Verne, Étienne (* 1939), französischer Pädagoge
- Verne, Jules (1828–1905), französischer SchriftstellerJules Verne (1828–1905)

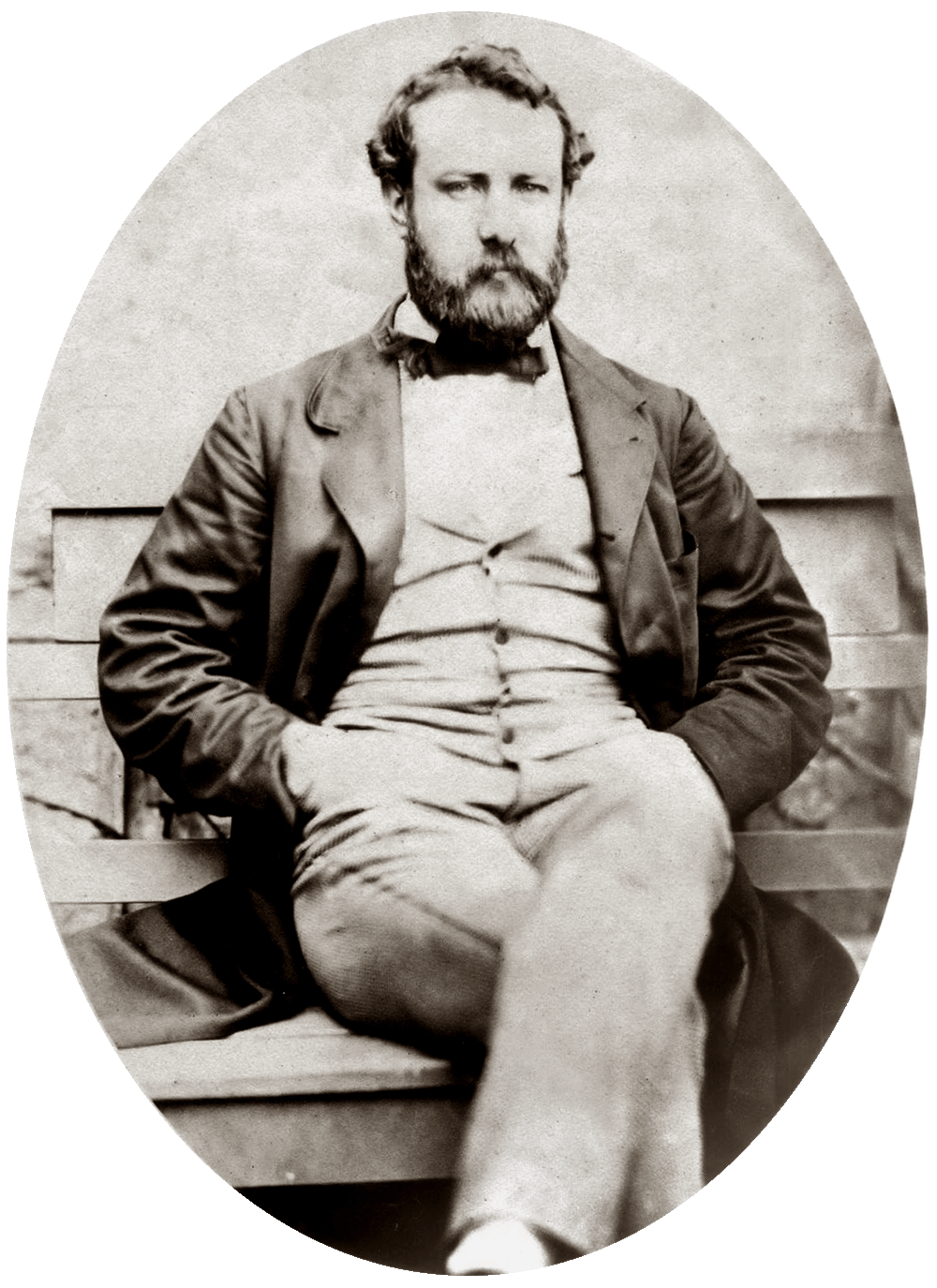
Jules Verne (1828–1905)

- Verne, Kaaren (1918–1967), deutsch-amerikanische Schauspielerin
- Verne, Konrad (1899–1962), deutscher Politiker (NSDAP), MdL
- Verne, Larry (1936–2013), US-amerikanischer Musiker und Filmschaffender
- Verne, Markus, deutscher Ethnologe
- Verne, Mathilde (1865–1936), englische Pianistin und Musikpädagogin
- Verne, Michel (1861–1925), französischer Schriftsteller
- Verne, Paul (1829–1897), französischer Seefahrer und Schriftsteller
- Verne-Bredt, Alice (1868–1958), englische Komponistin, Pianistin und Musikpädagogin
- Vernekohl, Jill (* 1980), deutsche Eiskunstläuferin
- Vernekohl, Wilhelm (1901–1967), deutscher Journalist
- Vernel, Brian (* 1990), schottischer Schauspieler
- Verner, Andrew (* 1972), austro-kanadischer Eishockeytorwart
- Verner, Frank (1883–1966), US-amerikanischer Mittel- und Langstreckenläufer
- Verner, Frederick Arthur (1836–1928), kanadischer Maler
- Verner, Karl (1846–1896), dänischer Sprachwissenschaftler
- Verner, Miroslav (* 1941), tschechischer Ägyptologe
- Verner, Paul (1911–1986), deutscher Politiker (SED), MdV, Mitglied des Politbüros des Zentralkomitees der SED in der DDRPaul Verner (1911–1986)

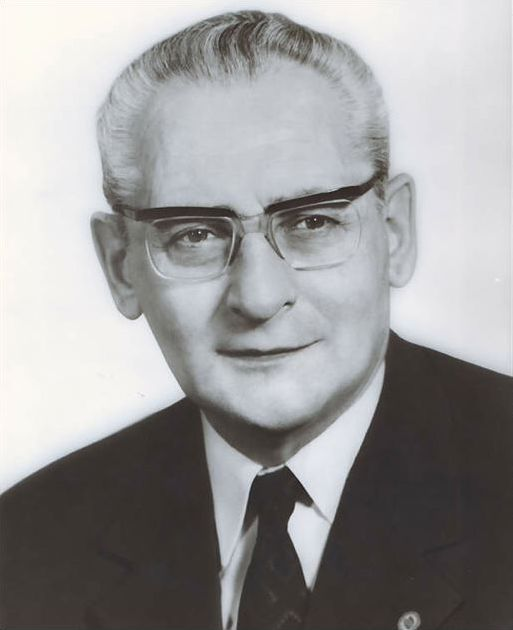
Paul Verner (1911–1986)

- Verner, Tomáš (* 1986), tschechischer Eiskunstläufer und Vize-Europameister
- Verner, Waldemar (1914–1982), deutscher Offizier der Volksmarine und Politiker (SED), MdV
- Verner, Wenzel (1887–1938), Mitbegründer der KPD in Chemnitz und Opfer des Stalinismus
- Vernerey, Laurent (* 1965), französischer Jazz- und Fusionmusiker (Bass)
- Vernerová, Michaela (* 1973), tschechische Judoka
- Verners, Alfrēds (1912–1973), lettischer Fußballspieler
- Vernes, Gustavo Henrique (* 1993), brasilianischer Fußballspieler
- Vernes, Henri (1918–2021), belgischer Schriftsteller und Comicautor
- Vernes, Jacob (1728–1791), Schweizer evangelischer Geistlicher
- Vernescu, Aurel (1939–2008), rumänischer Kanute
- Vernet, Antoine Charles Horace (1758–1836), französischer Maler
- Vernet, Claude Joseph (1714–1789), französischer MarinemalerClaude Joseph Vernet (1714–1789)

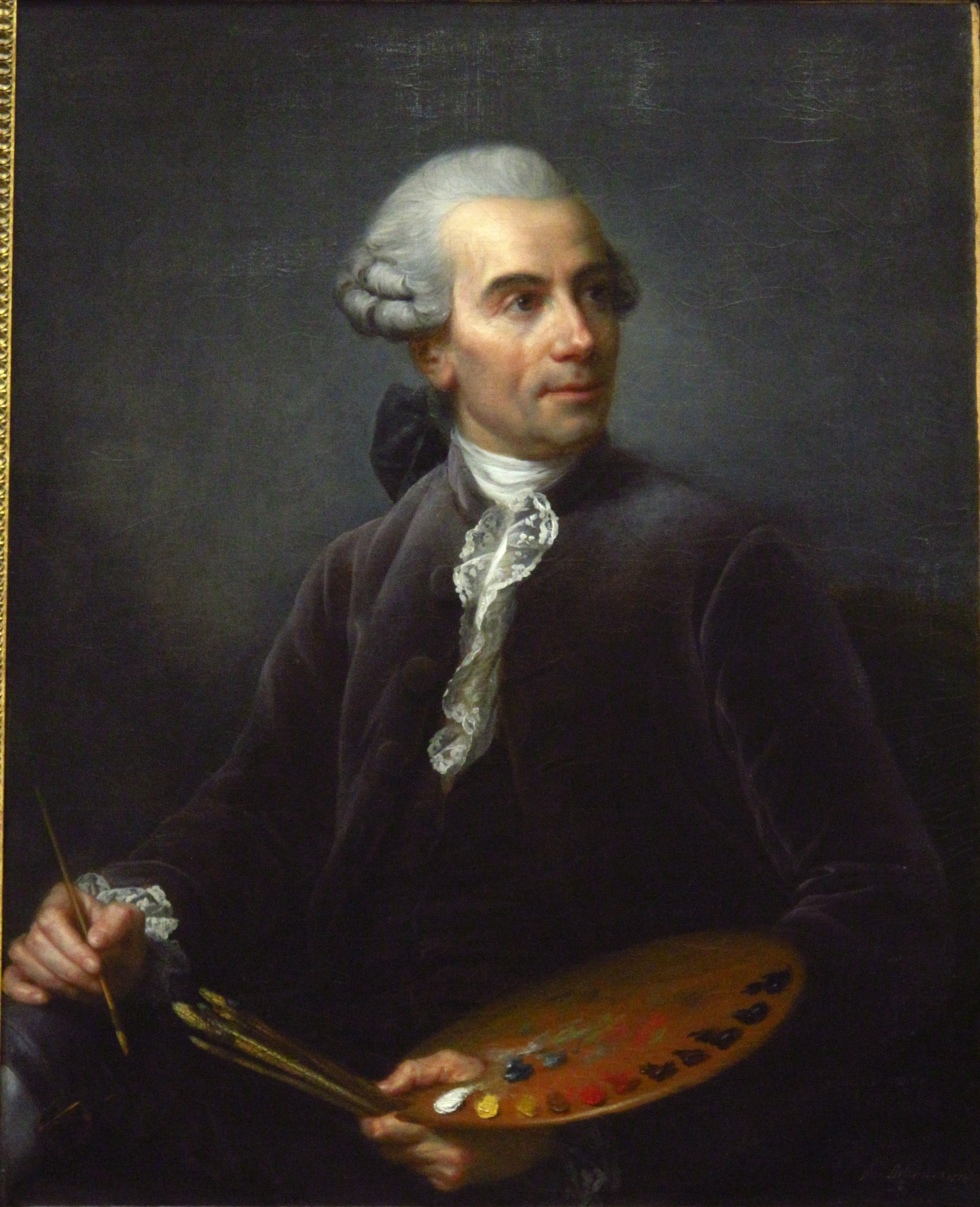
Claude Joseph Vernet (1714–1789)

- Vernet, Daniel (1945–2018), französischer Politikwissenschaftler, Journalist und Autor
- Vernet, Horace (1789–1863), französischer Historien- und Militärmaler sowie Lithograf
- Vernet, Jacob (1698–1789), Schweizer Theologe, Philosoph und Vertreter der Aufklärung
- Vernet, Juan (1923–2011), spanischer Wissenschaftshistoriker
- Vernet, Just-Émile (1894–1991), französischer Automobilrennfahrer
- Vernet, Louis (1870–1946), französischer Bogenschütze
- Vernet, Luis (1791–1871), deutscher Kaufmann, argentinischer Inselkommandant der Falklandinseln
- Vernet, Madeleine (1878–1949), französische Feministin, Pazifistin und Erzieherin
- Vernet, Philippe (* 1961), französischer Bahnradsportler
- Vernet, Placide (1922–2018), französischer römisch-katholischer Priester, Trappist und Ordenshistoriker
- Vernet, Thierry (1927–1993), Schweizer Maler, Zeichner, Kupferstecher, Illustrator und Bühnenbildner
- Vernetti, Gianni (* 1960), italienischer Autor und Politiker
- Verneuil (1636–1709), französischer Schauspieler
- Verneuil, Auguste (1856–1913), französischer Chemiker
- Verneuil, Édouard de (1805–1873), französischer Geologe
- Verneuil, Ferry de, bretonischer Adliger, Marschall von Frankreich
- Verneuil, Gaya (* 1989), französische Schauspielerin
- Verneuil, Henri (1920–2002), französischer Regisseur, Drehbuchautor und Film-Produzent
- Verneuil, Louise (* 1988), französische Singer-Songwriterin
- Verneuil, Raoul de (1899–1975), peruanischer Komponist und Dirigent
- Verney, Anne-Charlotte (* 1943), französische Autorennfahrerin
- Verney, David, 21. Baron Willoughby de Broke (* 1938), britischer Peer und Politiker
- Verney, Ernest Basil (1894–1967), britischer Pharmakologe und Physiologe
- Verney, Frances Parthenope (1819–1890), britische Schriftstellerin und Journalistin
- Verney, Joseph-Guichard Du (1648–1730), französischer Arzt, Anatom und Hochschullehrer
- Verney, Luís António (1713–1792), portugiesischer Aufklärer, Theologe, Priester, Philosoph, Schriftsteller und Denker
- Vernezobre de Laurieux, François Mathieu (1690–1748), preußischer Großkaufmann und Manufakturbesitzer
- Vernezobre, Friedrich Ludwig von (1776–1827), preußischer Landrat
- Vernezobre, Friedrich Wilhelm von (1721–1781), preußischer Offizier, Gutsbesitzer und Landrat
- Vernezobre, Matthäus von (1720–1782), preußischer Gutsbesitzer und Unternehmer

### Verni
- Verni, D. D. (* 1961), US-amerikanischer Musiker
- Vernicos, Victor (* 2006), griechisch-dänischer Sänger und Songwriter
- Vernier, Claude (1913–1996), deutsch-französischer Schauspieler
- Vernier, Gabrielle (* 1997), französische Rugby-Union-Spielerin
- Vernier, Jacques (1923–2015), französischer Langstreckenläufer
- Vernier, Jacques (* 1944), französischer Politiker
- Vernier, Jean (1923–2006), französischer Mittelstreckenläufer
- Vernier, Pierre (1580–1637), französischer Mathematiker
- Vernier, Pierre (1931–2024), französischer SchauspielerPierre Vernier (1931–2024)

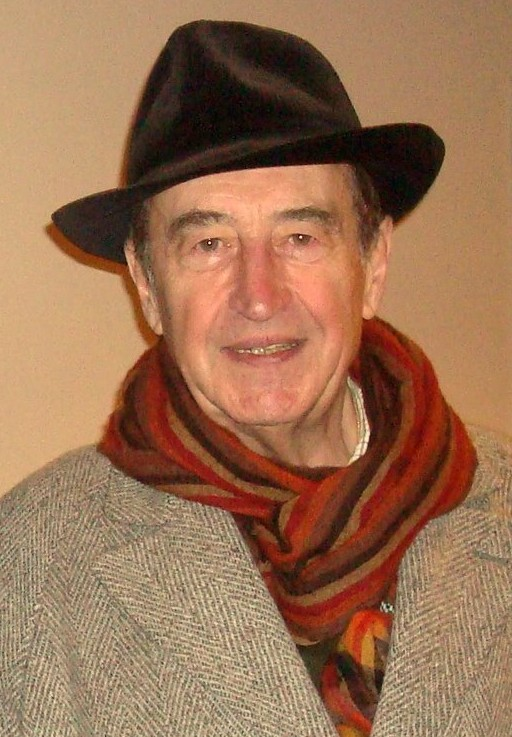
Pierre Vernier (1931–2024)

- Vernier-Palliez, Bernard (1918–1999), französischer Botschafter
- Vernière, Paul (1916–1997), französischer Literaturwissenschaftler und Hochschullehrer
- Vernikov, Pavel (* 1953), ukrainischer Violinist und Musikpädagoge
- Vernizzi, Rino (1946–2022), italienischer Fagottist

### Verno
- Vernoff, Krista (* 1971), US-amerikanische Fernsehdrehbuchautorin, ausführende Produzentin und Regisseurin
- Vernon, US-amerikanischer DJ
- Vernon, Alejandro (* 1937), belizischer Politiker
- Vernon, Andrew (* 1986), britischer Langstreckenläufer
- Vernon, Annabel (* 1982), englische Ruderin
- Vernon, Anne (* 1924), französische Schauspielerin
- Vernon, Conrad (* 1968), US-amerikanischer Regisseur, Drehbuchautor, Animator und Synchronsprecher
- Vernon, Dai (1894–1992), kanadisch-US-amerikanischer Zauberkünstler
- Vernon, Dorothy (1875–1970), US-amerikanische Schauspielerin
- Vernon, Edward (1684–1757), britischer Admiral und Politiker
- Vernon, Ethan (* 2000), britischer Radrennfahrer
- Vernon, Francis († 1677), englischer Autor und Forschungsreisender
- Vernon, Gabor (1925–1985), britischer Schauspieler
- Vernon, Hedda (1889–1961), deutsche Schauspielerin
- Vernon, Henry (1441–1515), englischer Ritter
- Vernon, Howard (1908–1996), Schweizer Schauspieler
- Vernon, John (1929–2019), australischer Hochspringer
- Vernon, John (1932–2005), kanadischer Schauspieler
- Vernon, Judy (* 1945), britische Hürdenläuferin und Sprinterin
- Vernon, Julia (* 1965), britische Maskenbildnerin
- Vernon, Justin (* 1981), US-amerikanischer Sänger, Gitarrist und Organist
- Vernon, Karl (1880–1973), britischer Ruderer und Rudertrainer
- Vernon, Kate (* 1961), kanadische Schauspielerin
- Vernon, Konstanze (1939–2013), deutsche Tänzerin und ChoreografinKonstanze Vernon (1939–2013)

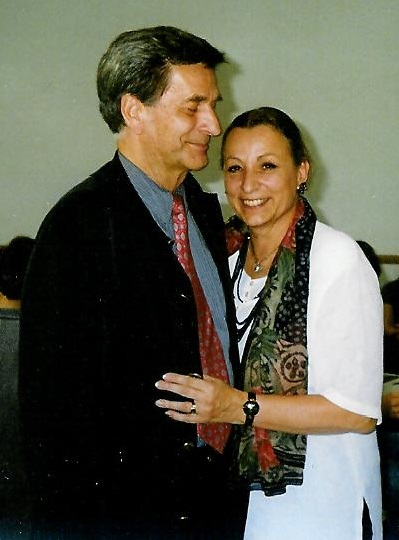
Konstanze Vernon (1939–2013)

- Vernon, Lillian (1927–2015), deutsch-amerikanische Geschäftsfrau
- Vernon, Mike (* 1944), britischer Bluesproduzent und Labelgründer
- Vernon, Mike (* 1963), kanadischer Eishockeytorwart
- Vernon, Olivier (* 1990), US-amerikanischer American-Football-Spieler
- Vernon, Orien (1874–1951), US-amerikanischer Tennisspieler
- Vernon, Paul (1949–2024), britischer Bluesexperte, Schallplattensammler und -händler, Gründer und Herausgeber von Zeitschriften und Autor
- Vernon, Raymond (1913–1999), US-amerikanischer Wirtschaftswissenschaftler
- Vernon, Richard (1925–1997), britischer Schauspieler
- Vernon, Roy (1937–1993), walisischer Fußballspieler
- Vernon, Scott (* 1983), englischer Fußballspieler
- Vernon, Siobhán (1932–2002), irische Mathematikerin und Hochschullehrerin
- Vernon, Suzy (1901–1997), französische Schauspielerin
- Vernon, Ursula (* 1977), US-amerikanische Schriftstellerin und IllustratorinUrsula Vernon (* 1977)

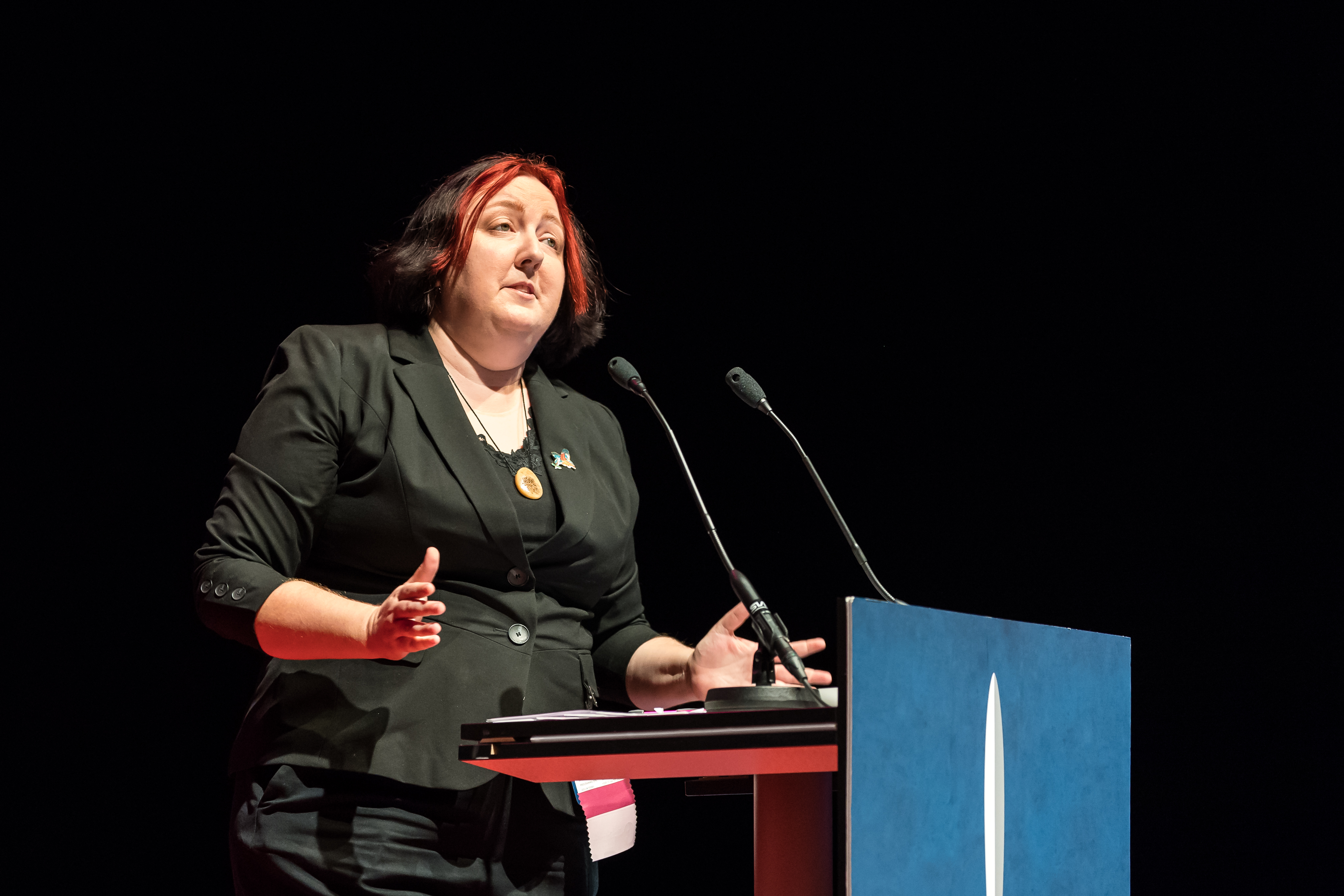
Ursula Vernon (* 1977)

- Vernon, William (1416–1467), englischer Ritter
- Vernooij, Max (1912–2004), österreichischer Tontechniker
- Vernot, George (1901–1962), kanadischer Schwimmer
- Vernoux, Marion (* 1966), französische Filmregisseurin und Drehbuchautorin
- Vernoux, Thomas (* 2002), französischer Wasserballspieler

### Vernu
- Vernuken, Wilhelm († 1607), Bildhauer Baumeister der Renaissance
- Vernunft, Burkhard (1940–2016), deutscher Maler
- Vernunft, Verena (* 1945), deutsche Malerin

### Verny
- Verny, Arsène (1956–2025), tschechisch-deutscher Rechtswissenschaftler
- Verny, Artyom (* 1993), russisch-israelischer Eishockeyspieler
- Verny, Cécile (* 1969), deutsch-französische Jazz-Sängerin
- Verny, Françoise (1928–2004), französische Verlegerin
- Verny, Léonce (1837–1908), französischer Ingenieur
- Verny, Thibault (* 1965), französischer Geistlicher, römisch-katholischer Erzbischof von Chambéry